# Generation Kill: Czas wojny
Generation Kill: Czas wojny (ang. Generation Kill) – miniserial telewizyjny wyprodukowany przez stację HBO, będący adaptacją książki Evana Wrighta Generation Kill. Serial opowiada o losach elitarnej jednostki marines podczas pierwszych czterdziestu dni inwazji na Irak w 2003 roku. Budżet produkcji wyniósł około 120 milionów dolarów.

## Obsada
- Alexander Skarsgård jako sierżant Brad „Iceman” Colbert
- James Ransone jako kapral Josh Ray Person
- Lee Tergesen jako Evan „Scribe” Wright
- Stark Sands jako porucznik Nathaniel Fick
- Billy Lush jako kapral Harold James Trombley
- Jonah Lotan jako Robert Timothy „Doc” Bryan
- Wilson Bethel jako kapral Evan „Q-Tip” Stafford
- Paweł Szajda jako kapral Walt Hasser
- Jon Huertas jako sierżant Antonio Espera
- Kellan Lutz jako Jason Lilley
- Michael Kelly jako kapitan Bryan Patterson
- Eric Nenninger jako Kapitan Ameryka
- Owain Yeoman jako sierżant Eric Kocher
- Neal Jones jako chorąży John Sixta
- Sean Brosnan jako kapral Daniel Redman
- David Barrera jako sierżant Ray „Casey Kasem” Griego

i inni

## Odcinki
| Nr | Tytuł polski         | Tytuł oryginalny           | Premiera oryginalna | Premiera polska   |
| -- | -------------------- | -------------------------- | ------------------- | ----------------- |
| 1  | Zabić ich!           | Get Some                   | 13 lipca 2008       | 25 listopada 2008 |
| 2  | Kolebka cywilizacji  | The Cradle of Civilization | 20 lipca 2008       | 25 listopada 2008 |
| 3  | Pierdoła             | Screwby                    | 27 lipca 2008       | 2 grudnia 2008    |
| 4  | Bojowe brandzlowanie | Combat Jack                | 3 sierpnia 2008     | 9 grudnia 2008    |
| 5  | Płonący pies         | A Burning Dog              | 10 sierpnia 2008    | 16 grudnia 2008   |
| 6  | Bądźcie czujni       | Stay Frosty                | 17 sierpnia 2008    | 23 grudnia 2008   |
| 7  | Bomba w ogrodzie     | Bomb in the Garden         | 24 sierpnia 2008    | 30 grudnia 2008   |